# Ernő Gáll
Ernő Gáll (n. 4 aprilie 1917, Oradea – d. 18 aprilie 2000, Cluj) a fost un filosof evreu din România, membru corespondent (1974) al Academiei Române.
A fost licențiat în drept și filosofie la Universitatea din Cluj, unde a oținut și titlul de doctor în anul 1968. În timpul celui de-al doilea război mondial familia sa a fost exterminată la Auschwitz. El însuși a fost deportat în lagărul de la Buchenwald. Revenit la Cluj, devine redactor la „Igazság” și „Utunk”, iar din 1948 conferențiar și prorector la Universitatea Bolyai.
În anul 1974 a fost ales membru corespondent al Academiei Române. Autor al unor lucrări, precum: Sociologia burgheză din România (1958), Intelectualitatea în viața socială (1965), Idealul prometeic (1970), A humanizmus viszontagságai [Peripețiile umanismului] (1972), Tegnapi és mai önismeret [Autocunoaștere ieri și azi] (1975), Az erkölcs dilémái [Dilemele eticii] (1981), Az ezerdforduló kihívása [Sfidarea sfârșitului de mileniu] (1986), A nacionalizmus színeváltozásai [Schimbarea la față a naționalismului] (1994) ș.a.

## Distincții
- Medalia Muncii (14 septembrie 1953)[6]
- Ordinul „23 August” clasa a IV-a (12 august 1959) „pentru merite deosebite în opera de construire a socialismului”[7]

A fost distins cu Ordinul Meritul Cultural clasa a II-a (1971) „pentru merite deosebite în opera de construire a socialismului, cu prilejul aniversării a 50 de ani de la constituirea Partidului Comunist Român”.